# الكوبروبورفيريا الوراثية
الكوبروبورفيريا الوراثية بالإنجليزية (Hereditary coproporphyria) واختصارها (HCP) هو اضطراب نادر في الهرمي البيولوجي، تصنف على أنها بورفيري الكبد الحاد. تحدث الكوبروبورفيريا الوراثية بسبب نقص في إنزيم أوكسيداز، مرمزة من قبل الجين الجدري، وورثت بطريقة هيمنة ذاتية، على الرغم من أن الأفراد تم تحديدها. على عكس البورفيريا المتقطعة الحادة، يمكن للأفراد المصابين بـ الكوبروبورفيريا الوراثية تقديم نتائج رتيبية مماثلة لتلك الموجودة في التردا البورفيريا البورفيريا بالإضافة إلى الهجمات الحادة من آلام البطن والقيء والخلل العصبي المميزة للبرفيريا الحادة. مثل البورفيريا الأخرى، يمكن أن تكون ناجمة عن هجمات الكوبروبورفيريا الوراثية من قبل بعض الأدوية، الضغوطات البيئية أو تغييرات النظام الغذائي. يمكن استخدام الاختبارات الكيميائية الحيوية والجزيئية لتضييق تشخيص البورفيريا وتحديد العيب الوراثي المحدد. عموما، البورفيريات هي أمراض نادرة. وقد قُدِّر معدل الإصابة المشترك لجميع أشكال المرض بـ 000 20 1. ومن الصعب تحديد معدل الإصابة بـ الكوبروبورفيريا الوراثية بالضبط، بسبب انخفاض معدل الإصابة به.

## أنواع الكوبروبورفيريا الوراثية
تتميز الأنواع الثمانية منها بانخفاض مستوى إنزيم ضروري لإنتاج الهيم، وقد تقسم إلى النوعين التاليين:

### النوع الحاد
تؤثر الكوبروبورفيريا الوراثية الحادة على الجهاز العصبي، وتظهر أعراضه بشكل مفاجئ لتستمر لفترة قصيرة وتظهر بشكل رئيس بعد مرحلة البلوغ. ويوجد نوعان من الكوبروبورفيريا الوراثية الحادة، كالتالي:
- الكوبروبورفيريا الوراثية المتوارثة.
- الكوبروبورفيريا الوراثية المبرقشة.

### الجلدية
تسبب الكوبروبورفيريا الوراثية الجلدية أعراضًا جلدية. والجدير بالذكر أن الكوبروبورفيريا الوراثية المتوارثة، والكوبروبورفيريا الوراثية المبرقشة قد تسبب أعراضًا جلدية كذلك.
-ويمكن تقسيم الكوبروبورفيريا الوراثية كذلك إلى النوعين الاتيين:
الكوبروبورفيريا الوراثية المكونة للحمر: تسبب الكوبروبورفيريا الوراثية المكونة للحمر بهذا الاسم بسبب إنتاج البورفيرين بشكل زائد في نخاع العظم بشكل رئيس.
الكوبروبورفيريا الوراثية الكبدية: تسبب الكوبروبورفيريا الوراثية الكبدية إنتاج البورفيرين وسلائف البورفيرين بشكل زائد في الكبد.

## الاعراض وعلامات المرض
المرضى المصابين بالكوبروبورفيريا الوراثية سريرياً مماثلة لتلك التي مع البورفيريات الحادة الأخرى، مثل البورفيريا المتقطعة الحادة (AIP). ويمكن للمرضى الذين يعانون من الكوبروبورفيريا الوراثية وVP تقديم مع الأعراض المشتركة بين البورفيريا الحادة والوتية. وهذا يشمل الهجمات الحادة من آلام البطن والغثيان والقيء والإسهال وعدم انتظام دقات القلب وارتفاع ضغط الدم والنوبات، فضلا عن النتائج الجلدية التي شوهدت في التردا بورفيريا (PCT)، وهي زيادة هشاشة الجلد، والآفات الفقاعية بعد التعرض لأشعة الشمس وزيادة تندب.
قد يكون الأفراد المصابين بالكوبروبورفيريا الوراثية بدون أعراض في غياب العوامل المسببة. وتشمل المشغلات الشائعة بعض الأدوية والكحول والتغيرات الهرمونية والتغيرات الغذائية. أشعة الشمس وغيرها من الأشعة فوق البنفسجية يمكن أن تؤدي إلى مظاهر الجلد. يمكن أن يقدم الأفراد المتجانس لطفرات الجُدري هذه النتائج في سن مبكرة من الطفرات غير المتغايرة.

## الوراثة
تحدث الكوبروبورفيريا الوراثية بسبب الطفرات في الجدري، الذي تم ترميزه بهذا المصطلح oxidase coproporrinogen . هذا الإنزيم هو المسؤول عن الخطوة السادسة في مسار الهيم البيولوجي، وتحويل coproporphyrinogen III إلى بروتوبيورفيرينوجين التاسع. يقع الجدري في 3q11.2-q12.1، لديه 6 introns و 7 exons وتنتج حبلا مرنا الذي هو 2675 قواعد في الطول. وهي موروثة بطريقة هيمنة اتومومية، وهذا يعني أن نقص 50٪ من نشاط الانزيم الطبيعي يكفي للتسبب في الأعراض. وبما أن اللياقة الإنجابية لا تتأثر، فقد تم الإبلاغ عن الأشخاص المصابين بالهوس زوغوس. جنبا إلى جنب مع غيرها من البورفيرياس الحاد الكوبروبورفيريا الوراثية يوضح انخفاض بينية، وهذا يعني ليس كل الأفراد الذين يحملون طفرة المسببة للأمراض سوف تعبر عن الأعراض.
الأفراد الذين هم لديهم طفرة محددة (K404E) أو المركب heterozygous مع أليل فارغة في الجدري لديهم أكثر شدة اريثروبوياتيك porphyria، harderoporphyria، تتميز اليرقان الوليد، فرط البيوليروبين الدم، الكبدية والآفات الجلدية عند التعرض للضوء فوق البنفسجي. الكوبروبورفيريا الوراثية هو مرض نادر، ولكن من الصعب تحديد الإصابة الدقيقة بسبب انخفاض بينية من البورفيريا الحادة. عموما، ويقدر حدوث جميع البورفيريا في 1:20,000 في الولايات المتحدة. إن حالات الإصابة بالضمير الهارديروبورفيريا أقل من ذلك، حيث تم الإبلاغ عن أقل من 10 حالات في جميع أنحاء العالم.

## التشخيص

غالبًا ما يتأخر تشخيص أي بورفيريا بسبب ندرة المرض بالإضافة إلى النتائج المتنوعة وغير المحددة التي يقدمها المرضى. ينصح بقياس البول بجانب البورفولينوجين كاختبار لفحص المرضى المشتبه في وجود بورفيري حاد. ارتفاع البورفولينوجين يدل على البورفيريا الحادة، ويمكن إجراء اختبارات إضافية لتضييق نوع معين.
ويستند تحديد البورفيريا محددة على نتائج نتائج المختبرات، بما في ذلك اختبارات الدم والبول والبراز. الكوبروبورفيريا الوراثية يمكن تمييزها عن معظم البورفيريا الحادة الأخرى من خلال النتائج الجلدية. VP يعرض بالمثل، ولكن يمكن تمييزها على أساس تحليل البول والبراز بورفيرين، وعادة ما يتم ذلك باستخدام الكروماتوغرافيا السائل عالية الأداء مع الكشف عن الفلورسين. نتائج الاختبارات البيوكيميائية للبورفيرياس هي الأكثر إفادة عندما يتم جمع العينات أثناء هجوم حاد. عادة، المستقلب المميز للكوبروبورفيريا الوراثية و VP هو وجود البروتوبورفيرين في البلازما والبراز من الأفراد المصابين مع نائب الرئيس.
coproporphyrin مرتفعة هو العثور على شائع في البول، المعروفة باسم coproporphyrinuria كما هو الأنواع البورفيرين السائدة في البول. هذا هو استنتاج غير محدد لا يرجع بالضرورة إلى البورفيريا الحادة. يمكن أن يكون سبب Coproporphyrinuria من قبل الضغوطات الأخرى على المسار الهيم البيولوجية، مثل أمراض الكبد، والتسمم بالرصاص وبعض اضطرابات نخاع العظام.

## العلاج
لا يوجد علاج للكوبروبورفيريا الوراثية الناجمة عن النشاط نقص أوكسيداز الكوبروبورفيريا الوراثية. علاج الأعراض الحادة من الكوبروبورفيريا الوراثية هو نفسه كما هو الحال بالنسبة لغيرها من البورفيريا الحادة. الهيمين الوريدي (كما هيم أرجينات أو الهيماتين) هو العلاج الموصى به للهجمات الحادة. يمكن أن تكون الهجمات الحادة شديدة بما يكفي للتسبب في الوفاة إذا لم يتم علاجها بسرعة وصحيحة. عادة ما يكون العلاج في المستشفى مطلوبًا لإدارة الهين، واختيار الدواء المناسب هو المفتاح لتجنب تفاقم الأعراض بالعقاقير التي تتفاعل بشكل سيئ مع البورفيريا. اختيار الأدوية السليم هو الأكثر صعوبة عندما يتعلق الأمر لعلاج المضبوطات التي يمكن أن تصاحب الكوبروبورفيريا الوراثية، كما أن معظم الأدوية المضادة للمضبوطات يمكن أن تجعل الأعراض أسوأ. جابابنتين و levetiracetam هما اثنين من الأدوية المضادة للمضبوطات التي يعتقد أن تكون آمنة.
في المرضى الذين يعانون من صعوبة إدارة الأعراض حتى مع الهين، زرع الكبد هو خيار قبل أن تقدم الأعراض إلى الشلل المتقدم. يتم إجراء عمليات زرع الكبد والكلى في بعض الأحيان في الأشخاص الذين يعانون من الفشل الكلوي.
وتتركز العلاج على المدى الطويل من البورفيريات الحادة على تجنب الهجمات الحادة من خلال القضاء على العوامل المتعجلة، مثل الأدوية، والتغيرات الغذائية، والالتهابات. الإناث غالبا ما يكون هجمات تتزامن مع الدورة الشهرية، والتي يمكن إدارتها بشكل فعال مع تحديد النسل الهرمونية. بسبب انخفاض البينة من الكوبروبورفيريا الوراثية، قد أفراد الأسرة من المريض تحمل نفس الطفرة دون أن تظهر من أي وقت مضى مع الأعراض. التحليل الجزيئي للجدري هو أفضل طريقة لتحديد هؤلاء المرضى، لأنها لن تعبر عن النمط الظاهري البيوكيميائي على الاختبارات المختبرية إلا إذا كانت أعراض. تحديد المرضى الذين لا أعراضهم يسمح لهم بتعديل نمط حياتهم لتجنب العوامل المسببة المشتركة.

## انظر ايضاً
- اضطراب ثنائي القطب
- اضطراب نفسي
- اضطراب نقص الانتباه مع فرط النشاط
- بورفيريا
- تراتب حيوي